# 侯應徵
侯應徵（1547年—？），字公選，河南開封府杞縣人，民籍，明朝政治人物。

## 生平
隆庆元年（1567年）丁卯科河南鄉試第十六名，萬曆五年（1577年）丁丑科會試第二百四十名，登三甲第一百三十五名進士。授直隶儀真縣知縣，歷戶部郎中，出爲江西副使。

## 家族
曾祖侯璽，壽官；祖父侯鈞，省祭官；父侯一位。母原氏；繼母何氏。永感下。